# Гудава, Тенгиз Зурабович
Тенги́з Зура́бович Гуда́ва (груз. თენგიზ ზურაბის ძე გუდავა; 28 ноября 1953, Самтредиа, Грузинская ССР — 16 апреля 2009, Прага, Чехия) — писатель, журналист, редактор Радио Свобода, общественный деятель, диссидент.

## Биография
Много лет работал в Русской службе радио «Свобода», вёл программы по правозащитным и национальным темам.
Образование — неоконченное высшее (медико-биолог). Осуждён в 1978 г. за спекуляцию американскими джинсами (4 года). В июне 1986 г. за антисоветскую деятельность приговорен к 7 годам ИТЛ строгого режима и 3 годам ссылки.
В 1987 году освобождён из колонии в Пермской области с условием эмиграции из СССР. Обосновался в США. Участвовал в работе нью-йоркской правозащитной организации Center for Democracy. Вместе с братом, Эдуардом Гудава, и видными диссидентами, живущими на Западе (В. Буковский, Ю. Ярым-Агаев и др.) создал международную организацию Democracy and Independence.
Известен острополемическими статьями, которые публикуются в эмигрантской прессе и интернете.
Автор двух романов, множества рассказов.
Погиб в Праге в результате автокатастрофы.

## Литературное наследие
- «Его звали Анжелика»[4]. Как сказано в аннотации, «роман соединяет горький тюремный опыт с неуёмной фантазией, сталкивает прозаические описания реальности и стихотворные прорывы за пределы зримого мира. Главный герой романа — андрогинное существо, умеющее превращать страшную явь в подобие фантасмагорического сна, отменять унылые законы тюремных будней и возводить вокруг себя призрачное здание вечного праздника».
- «Хельголанд»[5]. О сложной судьбе живущего в Германии диссидента, потерявшего в жизни всё, сбегающего на остров Хельголанд в Северном море. Судьба острова напоминает герою его собственную.

## Тексты Гудавы в Интернете
- Тюремные рассказы. Лагуна, повесть
- «Вражьи голоса» заглохли, демократия онемела (статья)
- Новая война. Кто виноват? (статья)